# Ruth (cratère)
Pour les articles homonymes, voir Ruth.
```

```

Ruth est un cratère d'impact sur Vénus. Selon les données fournies par la sonde spatiale Magellan, Ruth a un diamètre estimé à 18,5 kilomètres et une élévation de 6 051,365 m[réf. souhaitée].